# Марна (департамент)
Ма́рна (фр. Marne) — департамент на северо-востоке Франции, один из департаментов региона Гранд-Эст. Порядковый номер — 51. Административный центр — Шалон-ан-Шампань. Население — 579 533 человек (45-е место среди департаментов, данные 2010 года).
На территории департамента выращивается виноград, из которого производится знаменитое игристое вино — шампанское.

## География
Площадь территории — 8162 км². Через департамент протекают реки Марна и Вель.
Департамент включает 5 округов, 44 кантона и 620 коммун.

## История
Департамент был образован на территории исторической провинции Шампань 4 марта 1790 года в период Великой французской революции во исполнение закона от 22 декабря 1789 года. В основе этого закона была идея о том, что жители не должны тратить более 2 дней верхом на посещение префектуры своего департамента и возвращение обратно домой. Поэтому обширная территория прежней провинции Шампань была разделена на четыре департамента: Арденны, Марна, Об и Верхняя Марна. Название происходит от реки Марна.
Должность префекта департамента была учреждена 17 февраля 1800 года (28 плювиоза VIII). Первым префектом Марны стал Клод-Лоран Буржуа де Жессан, который занимал эту должность на протяжении 38 лет.
Административный центр департамента до 1998 года носил название Шалон-на-Марне.

### Древнеримская эпоха
Римляне дали название Belgica провинции, которая простиралась от горного массива Вогезов до Северного моря, а Реймс, главное поселение галльского племени ремов (фр. Rèmes), стал главным городом этой римской провинции и получил имя Дурокорторум (лат. Durocortorum).
Гай Юлий Цезарь в своих Записках о Галльской войне пишет «Из всех галлов белги самые отважные, а среди белгов самые выдающиеся — ремы».
Племена ремов и каталаунов считаются союзниками римлян, поскольку не обнаружено никаких свидетельств о восстаниях против романского владычества. На территории департамента было проведено множество археологических раскопок, в результате которых были обнаружены различные предметы галло-римской эпохи и получены обширные знания об образе жизни той эпохи.
Как следствие мирной жизни, в регионе беспрепятственно были возведены храмы во славу богов Юпитера, Марса и Аполлона. Христианство пришло в эти края в III веке и было принято жителями без сопротивления.
Племена варваров сами считали эту территорию нейтральной и мирной, и когда в середине V века сюда отошёл Аттила после осады столицы, его разгромили объединённые войска франков под предводительством Меровея, вестготов под предводительством Теодориха и римские легионы под командованием Флавия Аэция.

### От Хлодвига до Карла Великого
На смену римскому владычеству постепенно пришла монархия Хлодвига. Эта территория была включена в Австразию, северо-восточную часть франкского государства, а Реймс какое-то время был его столицей.
При Карле Великом эта территория, вследствие расширения границ империи, оказалась в составе Нейстрии. Однако королевская власть существовала здесь по сути только формально, поскольку реальная власть была сосредоточена в руках епископов Реймса и Шалона, полномочия которых соответствовали титулу графа — оба являлись пэрами Франции, имели право собирать армию до 60000 человек, а епископ Шалона имел право чеканить монету.
Наследственная династия графов Шампани, основанная Тибо, должна была опираться на признание двух епископов на территории Шампани, и её члены никогда не ставили под сомнение власть епископов.

### Средние века
Иоанна I, бывшая единственной наследницей 14-го графа Шампани Генриха III, в 1284 году вышла замуж за короля Франции Филиппа IV, и Шампань, в качестве приданого, перешла во владения короны Франции.
Первыми нападениями на Шампань в ходе Столетней войны командовал печально известный Роберт Ноллес, и эти атаки были отбиты епископом Труа Анри де Пуатье.

### Эпоха революций и Наполеона
Сражение при Вальми 20 сентября 1792 года стало первой военной победой революционной Франции (даже несмотря на то, что эта победа была достигнута путём подкупа герцога Брауншвейгского, командовавшего прусскими войсками). На территории департамента Марна также развивались события Заграничного похода русской армии 1813—1814 годов.
После победы войск седьмой коалиции в Битве при Ватерлоо (18 июня 1815 года) на территории департамента разместились австрийские войска и оккупация продолжалась с июня 1815 года по ноябрь 1818 года.

### Франко-прусская война 1870 года
В ходе Франко-прусской войны 1870 года после поражений французов в Эльзасе и Лотарингии прусские войска вошли на территорию департамента Марна, где укрепилась армия французов. 25 августа 1870 года возле коммуны Пассаван-ан-Аргонн 49 гвардейцев-мобилей (солдат подвижной национальной гвардии) было жестоко убито и сотня получила ранения; свидетели этой драмы сообщают о «дикарских поступках» прусских солдат.
Мак-Магон со своими войсками отступил к Шалону. Во время наступления они были блокированы под Бомон-ан-Аргонном и попытались укрыться вместе с императором Наполеоном III в крепости Седан, в Арденнах, где и сдались прусским войскам 2 сентября 1870 года.

### Первая мировая война
Перед Первой мировой войной на территории департамента были сооружены оборонительные укрепления, которые вместе с укреплениями Дижона, Лангра, Лана и Ла-Фер образовали вторую оборонительную линию на северо-востоке Франции. В числе таких укреплений в первую очередь значится крепость Витри-ле-Франсуа и, во вторую очередь, укрепления, возведённые вокруг Реймса, имевшего важное значение благодаря пересечению большого числа железнодорожных веток: опорный пункт Ронзье возле Шене, крепость Берлье де Мец в Сен-Тьерри, батарея Сен-Пол в Луавре, крепость Друэ в Бримоне, и ещё 6 крепостей и 3 батареи вокруг Реймса.
В лагере Мурмелон дислоцировался Русский экспедиционный корпус.
Через территорию департамента осуществлялось передвижение большого числа армейских сил (по шоссейным магистралям, по исторической «Священной дороге» к осаждённому Вердену и по железной дороге). На территории Марны прошли два значительных сражения Первой мировой войны — Первая битва на Марне (5—12 сентября 1914 года) и Вторая битва на Марне (15—20 июля 1918 года).

### Последствия Первой мировой войны
Первая мировая война имела весьма негативные последствия для департамента Марна. Площадь «красной зоны» (земли, выведенные из хозяйственного оборота в результате боевых действий) на территории департамента составила «всего лишь» седьмую часть от всей «красной зоны» во Франции, однако эта почва настолько деградировала, что на ней было законодательно запрещено высаживать леса и заниматься иной деятельностью.

## Туризм
Две крупнейшие туристические достопримечательности департамента Марна привлекают каждый год более одного миллиона туристов — Реймсский кафедральный собор и озеро Дер-Шантекок (фр. Lac du Der-Chantecoq).

### Природные достопримечательности
- Самое крупное в Европе искусственное озеро озеро Дер-Шантекок
- Монтань-де-Реймс и его региональный природный парк
- Виноградники Шампани
- Аргонский лес
- Болота Сен-Гон
- Верзи: редкие формы бука в лесу Верзи

### Исторические достопримечательности
- Реймс: Реймсский кафедральный собор, резиденция архиепископов Реймса дворец То, базилика Святого Ремигия, часовня Фудзиты
- Шалон-ан-Шампань: собор Сен-Этьен, церковь Сен-Алпен, церковь Нотр-Дам-де-Во, городская площадь (Jard)
- Эперне: авеню де Шампань — знаменитые винодельческие дома Шампани
- Л’Эпин: базилика Нотр-Дам-де-л'Эпин
- Мондман-Монживру: мемориал в честь Первой битвы на Марне
- Вальми: Мельница Вальми